# Гил Хил
Гилбърт Р. Хил или наричан само Гил Хил (на английски: Gilbert R. Hill) е бивш американски полицейски офицер, актьор и политик, дългогодишен шеф на отдел „Убийства“, а по-късно и председател на Градския съвет на Детройт, САЩ.
Познат е като инспектор Тод от трилогията „Ченгето от Бевърли Хилс“, където си партнира с Еди Мърфи.
През 1989 г. е избран за градски съветник, а по-късно е и председател на Общинския съвет. През 2001 г. се кандидатира за кмет на Детройт, но губи изборите.

## Филмография
- Ченгето от Бевърли Хилс (1984)
- Ченгето от Бевърли Хилс 2 (1987)
- Ченгето от Бевърли Хилс 3 (1994) - последна филмова роля